# ツクールシリーズ
ツクールシリーズ、またはMakerシリーズは、株式会社Gotcha Gotcha Gamesが開発・発売しているゲーム制作ソフトおよびそれらに関連するキャラクター制作ソフトや音楽制作ソフトなどのシリーズ。「ツクール」は「ツール」（Tool）と「作る」をかけた造語である。

## 概要
ツクールシリーズの代表作としてはRPG制作ソフトの『RPGツクール』がある。このようなツクールシリーズを使ってゲームを作る人は「ツクラー」と呼ばれることもある。かつては「ツクーラー」とも呼ばれていたが、間延びすることからツクラーといわれるようになった。
元々は株式会社アスキーから発売されており、その際の名称は「アスキーツクールシリーズ」であった。その後開発がエンターブレインに移行すると、「ツクールシリーズ」に改称され、ロゴから「アスキー」が消えた。
一部タイトルはサクセスや空想科学も開発に携わっている。
Windows版のツクールシリーズは、利用者層を「正規ユーザー」に限定しており、ユーザー登録の方法は長い間製品添付された葉書の郵送のみであった。登録していなくても別段表立ったデメリットはないが（製品サポートは一切受けられない）、規約上は違反となり製品を使用して製作した作品の公開が認められない。葉書を送った後も登録完了の通知などは一切ないため、故障などで製品のサポートが必要な際に正規ユーザーである事の証明はかなり難しかったが（手元に残したユーザー番号を電話で伝える、製品の存在を物理的に証明するなどが必要）「アクションゲームツクール」以降はオンラインのユーザー登録に変更された。
一部のタイトルはダウンロード販売にも対応している。
2013年4月以降、エンターブレインのツクールシリーズに関連する活動は縮小傾向にあり、数年にわたり利用されてきた宣伝の場は完全に廃止されたり、RPGツクールDS・DS+のオンラインサービス『ツクール城』を終了、アスキー名義で発売されたゲームソフトのサポートを打ち切るなど急速に活動の幅を狭めている。2015年12月、PCで4年ぶりの新作となる『RPGツクールMV』が発売された。
KADOKAWAは2020年9月1日、会社分割により、UGC・インディゲーム事業を担う株式会社Gotcha Gotcha Gamesを設立し、ツクールシリーズの事業を一本化した。
2022年2月15日、Gotcha Gotcha Gamesは、世界規模での展開を視野に入れるためとしてシリーズ名を海外版と統合し「Makerシリーズ」に変更することを発表した。

## ツクールシリーズ一覧

### PC版

#### Windows
- RPGツクール95(廉価版にVALUE)
- RPGツクール2000
- RPGツクール2003
- RPGツクールXP
- RPGツクールVX
- RPGツクールVX Ace

- アクションゲームツクール
- 2D格闘ツクール95
- 2D格闘ツクール2nd.
- シミュレーションRPGツクール95(廉価版にVALUE)
- シューティングツクール95(廉価版にVALUE)
- 恋愛シミュレーションツクール(廉価版にVALUE)
- 恋愛シミュレーションツクール2
- キャラクターツクール95(廉価版にVALUE)
- キャラクターツクールPro.
- 3DCGツクール95
- 音楽ツクール for Windows
- 音楽ツクール95(廉価版に+、VALUE)
- 音楽ツクールDX
- スクリーンセーバーツクール95
- お絵描きツール for Windows MOCHA
- アドベンチャーツクール for Windows
- CGツクール3D for Windows
- グルーヴマスター

#### マルチプラットフォーム
- RPGツクールMV
- RPGツクールMZ
- RPG Maker Unite
- アクションゲームツクールMV
- ラノゲツクールMV

#### MSX2
- アドベンチャーツクール
- すご八
- 吉田工務店
- 吉田建設
- 吉田コンツェルン
- RPGコンストラクションツール Dante
- アクションRPGコンストラクションツール Dante 2

#### PC-98シリーズ
- アドベンチャーツクール98
- アドベンチャーツクールII
- RPGツクール チャイムズクエスト
- RPGツクール Dante98
- RPGツクール Dante98 II
- ダンジョンRPGツクール だんだんダンジョン
- シューティングツクール98 ヨコスカウォーズ
- シューティングツクール98 タテスカウォーズ
- ポリゴンシューティングツクール
- ポリゴンモデリングツクール
- キャラクターツクール98
- ぱたぱたアニメツクール
- 16色ぱたぱたアニメツクール
- CGツクール3D ログイン版ミラージュ
- CGツクール3D II ログイン版ミラージュVer.2
- 音楽ツクール ログイン版ミュージアム
- 書画ツクール
- お絵描きツール ログイン版アートマスターコア
- 256色お絵描きツール
- マルチゲームScripter
- 音楽ツクールログイン版ミュージアム
- 256色お絵描きツクール
- 書画ツクール
- RPGツクールDANTE98
- RPGツクールDANTE98II
- シューティングツクール98
- ダンジョンRPGツクールだんだんダンジョン

#### DOS/V
- シューティングツクールV

#### 携帯iアプリ
iアプリ向ゲームのPC用制作ツール。
- RPGツクールα
- RPGツクール for mobile
- アドベンチャーツクール for mobile
- ラノゲツクール

### 家庭用ゲーム機版

#### スーパーファミコン
- RPGツクール SUPER DANTE
- RPGツクール2
- サウンドノベルツクール
- 音楽ツクール かなでーる

#### セガサターン
- シミュレーションRPGツクール
- サウンドノベルツクール2

#### PlayStation
- RPGツクール3
- RPGツクール4
- シミュレーションRPGツクール
- 3D格闘ツクール
- 3Dシューティングツクール
- サウンドノベルツクール2
- 音楽ツクール かなでーる2
- 音楽ツクール3

#### PlayStation 2
- RPGツクール5
- RPGツクール
- 3D格闘ツクール2

#### Nintendo Switch / PlayStation 4/5
- RPGツクールMV Trinity
- RPG MAKER WITH

#### ゲームボーイカラー
- RPGツクールGB
- うちゅう人田中太郎で RPGツクールGB2

#### ゲームボーイアドバンス
- RPGツクール アドバンス

#### ニンテンドーDS
- RPGツクールDS
- RPGツクールDS+

#### ニンテンドー3DS
- RPGツクール フェス